# 중력붕괴

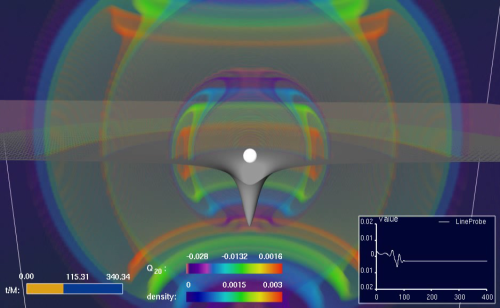
항성이 중력 붕괴를 일으켜 블랙홀이 되면서 중력파를 내보내는 것을 시뮬레이션 한 것.

중력붕괴(重力崩壞, gravitational collapse)란 천문학에서 중력에 의한 영향으로 무거운 천체가 중심ㅈ방향으로 떨어지는 것을 의미한다. 모든 다른 힘들이 중력과 균형을 이루는 충분한 압력을 만들어내면 무거운 천체는 정역학적 평형 상태에 이른다.
중력붕괴는 우주 구조 형성의 중심에 있다. 최초에 고루 분포되어 있던 물질이 마침내 붕괴하여 은하단이나 성단, 항성과 행성 같은 구조의 체계를 만들어낸다. 예를 들면, 항성은 성간물질의 단계적인 중력붕괴를 통해 만들어진다. 압축은, 붕괴가 진행됨에 따라 항성 내부의 핵 연료가 타기 시작해 붕괴가 멈출 때까지 온도를 증가시킨다. 열에 의한 압력의 증가정도는 중력을 상쇄하고 이 두 힘 간의 동역학적 평형상태를 이끌어 낸다.
항성의 중력붕괴는 항성의 죽음이라고도 불리는 일생의 끝에서도 일어난다. 항성이 자기 중심핵 부근의 수소(자기질량의 10% 정도에 불과하다)를 다 소모하면 중력붕괴에 대항할 복사압이 생성되지 않으므로 항성은 중력붕괴를 시작한다. 이 경우에 항성은 항성 탄생의 중력붕괴와 항성 죽음의 중력붕괴 사이의 일시적인 평형상태에 머문다. 마지막 단계는 밀집성이라고도 부른다.
밀집성의 유형은 다음과 같다.
- 백색왜성 : 전자 축퇴압이 중력에 대항하고 있다.
- 중성자별 : 중성자 축퇴압과 강력에 의해 중개되는 짧은 거리에 배열되어 있는 중성자-중성자 간의 상호작용이, 중력에 대항한다.
- 블랙홀 : 중력붕괴가 너무 강해서 더 이상 저항할 수 있는 힘이 존재하지 않음.

백색왜성의 붕괴는 항성 가스외 외피가 행성상 성운을 형성하여 불려 나가는 수만 년에 걸쳐 형성된다. 백색왜성이 동반성을 갖는 경우, 백색왜성은 중력붕괴가 다시 일어나는 찬드라세카르 한계에 다다를 때까지 동반성으로부터 물질을 받아 쌓아둔다. 그것은 백색왜성이 다음 단계(중성자별)로 넘어가 탄소 융합이 가능하게 되고 Ia형 초신성 폭발로 완전히 불려나간다. 중성자별은 더 큰 별의 중력 붕괴로 형성된다.

## 같이 보기
- 대함몰 (Big Crunch)